# Jocelyne Porcher
Pour les articles homonymes, voir Porcher.
Jocelyne Porcher, née le 12 septembre 1956, est une zootechnicienne française et sociologue de l'élevage, directrice de recherches à l'Institut national de recherche pour l'agriculture, l'alimentation et l'environnement (INRAE). Engagée dans la recherche après avoir été éleveuse et technicienne agricole, ses recherches portent sur les relations entre les humains et les animaux de ferme.

## Biographie

### Débuts et formation
Jocelyne Porcher naît le 12 septembre 1956. Dans les années 1980, pendant huit ans, elle élève des brebis dans sa propre exploitation. Dès les années 1990, elle suit des études agricoles : brevet de technicien agricole, BTSA productions animales, diplôme d'ingénieur en agriculture et master. Elle devient ensuite docteur en sciences de l'Institut national agronomique Paris-Grignon en soutenant, en 2001, une thèse sur l'intersubjectivité des relations entre éleveurs et animaux de ferme,,.

### Carrière
À partir de 2003 elle est chargée de recherches à l'Institut national de la recherche agronomique (INRA) au sein du département Sciences pour l'action et le développement (SAD).
En 2014 elle est nommée directrice de recherches à l'INRA.
Ses thèmes de recherche portent sur les relations affectives et intersubjectives entre les éleveurs et les animaux, le bien-être animal, le travail en élevage et dans les systèmes industriels, la place de la mort des animaux dans le travail, le sens et les conditions de la pérennité des liens avec les animaux domestiques.
En 2014, elle publie Le Livre blanc pour une mort digne des animaux, résultat d’une recherche collective auprès de 66 éleveurs.
Elle est à l’origine de la création en 2015, avec Stéphane Dinard, éleveur en Dordogne, d’un collectif d’agriculteurs revendiquant le droit d'abattre leurs animaux dans leur ferme, intitulé « Quand l’abattoir vient à la ferme ».
À partir de 2020, elle est directrice de recherches à l'INRAE, l'INRA ayant fusionné avec l’Institut national de recherche en sciences et technologies pour l'environnement et l'agriculture (IRSTEA), et travaille toujours comme sociologue au sein du même département, renommé Sciences pour l’action, les transitions, les territoires (ACT), dans l'unité mixte de recherche Innovation à Montpellier.

## Prises de position
Elle soutient l'élevage paysan (extensif)[source insuffisante] et se positionne en défaveur de l'industrie des productions animales (élevage intensif), de l'animalisme, de l'agriculture cellulaire, et des géants de l'industrie agroalimentaire. Elle considère que l'élevage est une relation morale entre l'humain et l'animal. Elle est à initiative, en 2015, de la création du collectif Quand l’abattoir vient à la ferme, qui défend l’abattage sur le lieu d'élevage.
Elle critique le véganisme qui selon elle, « est le pire et le plus stupide projet qui soit concernant les animaux domestiques » et « la voie d'un asservissement accru aux multinationales de l'agroalimentaire et des biotechnologies ».  En 2018, elle coécrit une tribune remarquée dans Libération, intitulée Pourquoi les végans ont tout faux, avec l'auteur et journaliste Fréderic Denhez et le politologue Paul Ariès[source insuffisante]. Celle-ci fait l'objet d'un droit de réponse d'Aymeric Caron, ainsi que de plusieurs analyses et critiques, notamment sur les sites Mr Mondialisation, Madmoizelle et de la part de militants animalistes (Florence Dellerie, l'association L214 dans La Libre Belgique).
Elle soutient l'usage de l'homéopathie pour assurer la prévention et le traitement des maladies et par là assurer le bien-être des animaux de ferme. Elle rédige la préface d'un ouvrage consacré au courant uniciste de cette pratique, Homéopathie à la ferme, dans laquelle elle considère que la relation de soin entre éleveurs et animaux dans le cadre de l'homéopathie relève d'un « partenariat de soins ». Elle met en avant l'homéopathie dans le livre auquel elle participe Encore carnivores demain ? pour assurer la prévention des maladies[réf. souhaitée].

## Prix et distinctions
- 2002 : Prix Le Monde de la recherche universitaire[22]